# Ernest Pogosiants
Ernest Levonovitch Pogossiants ou Pogosiants est un compositeur de problèmes d'échecs et d'études d'échecs soviétique né en 1935 et décédé en 1990. Harold van der Heijden (de) a inclus plus de 1,700 études de Pogosiants dans sa Endgame Study Database 2000, ce qui représentait pour cette base de données faisant autorité le plus grand nombre d'études pour un même compositeur (plus que pour Henri Rinck et Alekseï Troïtski).

## Exemples de compositions
|   | a | b | c | d | e | f | g | h |   |
| 8 | Fou noir sur case blanche e8 · Fou blanc sur case blanche a6 · Roi blanc sur case noire h6 · Cavalier blanc sur case blanche e4 · Roi noir sur case noire h4 · Pion blanc sur case blanche f3 · Pion noir sur case noire g3 | Fou noir sur case blanche e8 · Fou blanc sur case blanche a6 · Roi blanc sur case noire h6 · Cavalier blanc sur case blanche e4 · Roi noir sur case noire h4 · Pion blanc sur case blanche f3 · Pion noir sur case noire g3 | Fou noir sur case blanche e8 · Fou blanc sur case blanche a6 · Roi blanc sur case noire h6 · Cavalier blanc sur case blanche e4 · Roi noir sur case noire h4 · Pion blanc sur case blanche f3 · Pion noir sur case noire g3 | Fou noir sur case blanche e8 · Fou blanc sur case blanche a6 · Roi blanc sur case noire h6 · Cavalier blanc sur case blanche e4 · Roi noir sur case noire h4 · Pion blanc sur case blanche f3 · Pion noir sur case noire g3 | Fou noir sur case blanche e8 · Fou blanc sur case blanche a6 · Roi blanc sur case noire h6 · Cavalier blanc sur case blanche e4 · Roi noir sur case noire h4 · Pion blanc sur case blanche f3 · Pion noir sur case noire g3 | Fou noir sur case blanche e8 · Fou blanc sur case blanche a6 · Roi blanc sur case noire h6 · Cavalier blanc sur case blanche e4 · Roi noir sur case noire h4 · Pion blanc sur case blanche f3 · Pion noir sur case noire g3 | Fou noir sur case blanche e8 · Fou blanc sur case blanche a6 · Roi blanc sur case noire h6 · Cavalier blanc sur case blanche e4 · Roi noir sur case noire h4 · Pion blanc sur case blanche f3 · Pion noir sur case noire g3 | Fou noir sur case blanche e8 · Fou blanc sur case blanche a6 · Roi blanc sur case noire h6 · Cavalier blanc sur case blanche e4 · Roi noir sur case noire h4 · Pion blanc sur case blanche f3 · Pion noir sur case noire g3 | 8 |
| 7 | Fou noir sur case blanche e8 · Fou blanc sur case blanche a6 · Roi blanc sur case noire h6 · Cavalier blanc sur case blanche e4 · Roi noir sur case noire h4 · Pion blanc sur case blanche f3 · Pion noir sur case noire g3 | Fou noir sur case blanche e8 · Fou blanc sur case blanche a6 · Roi blanc sur case noire h6 · Cavalier blanc sur case blanche e4 · Roi noir sur case noire h4 · Pion blanc sur case blanche f3 · Pion noir sur case noire g3 | Fou noir sur case blanche e8 · Fou blanc sur case blanche a6 · Roi blanc sur case noire h6 · Cavalier blanc sur case blanche e4 · Roi noir sur case noire h4 · Pion blanc sur case blanche f3 · Pion noir sur case noire g3 | Fou noir sur case blanche e8 · Fou blanc sur case blanche a6 · Roi blanc sur case noire h6 · Cavalier blanc sur case blanche e4 · Roi noir sur case noire h4 · Pion blanc sur case blanche f3 · Pion noir sur case noire g3 | Fou noir sur case blanche e8 · Fou blanc sur case blanche a6 · Roi blanc sur case noire h6 · Cavalier blanc sur case blanche e4 · Roi noir sur case noire h4 · Pion blanc sur case blanche f3 · Pion noir sur case noire g3 | Fou noir sur case blanche e8 · Fou blanc sur case blanche a6 · Roi blanc sur case noire h6 · Cavalier blanc sur case blanche e4 · Roi noir sur case noire h4 · Pion blanc sur case blanche f3 · Pion noir sur case noire g3 | Fou noir sur case blanche e8 · Fou blanc sur case blanche a6 · Roi blanc sur case noire h6 · Cavalier blanc sur case blanche e4 · Roi noir sur case noire h4 · Pion blanc sur case blanche f3 · Pion noir sur case noire g3 | Fou noir sur case blanche e8 · Fou blanc sur case blanche a6 · Roi blanc sur case noire h6 · Cavalier blanc sur case blanche e4 · Roi noir sur case noire h4 · Pion blanc sur case blanche f3 · Pion noir sur case noire g3 | 7 |
| 6 | Fou noir sur case blanche e8 · Fou blanc sur case blanche a6 · Roi blanc sur case noire h6 · Cavalier blanc sur case blanche e4 · Roi noir sur case noire h4 · Pion blanc sur case blanche f3 · Pion noir sur case noire g3 | Fou noir sur case blanche e8 · Fou blanc sur case blanche a6 · Roi blanc sur case noire h6 · Cavalier blanc sur case blanche e4 · Roi noir sur case noire h4 · Pion blanc sur case blanche f3 · Pion noir sur case noire g3 | Fou noir sur case blanche e8 · Fou blanc sur case blanche a6 · Roi blanc sur case noire h6 · Cavalier blanc sur case blanche e4 · Roi noir sur case noire h4 · Pion blanc sur case blanche f3 · Pion noir sur case noire g3 | Fou noir sur case blanche e8 · Fou blanc sur case blanche a6 · Roi blanc sur case noire h6 · Cavalier blanc sur case blanche e4 · Roi noir sur case noire h4 · Pion blanc sur case blanche f3 · Pion noir sur case noire g3 | Fou noir sur case blanche e8 · Fou blanc sur case blanche a6 · Roi blanc sur case noire h6 · Cavalier blanc sur case blanche e4 · Roi noir sur case noire h4 · Pion blanc sur case blanche f3 · Pion noir sur case noire g3 | Fou noir sur case blanche e8 · Fou blanc sur case blanche a6 · Roi blanc sur case noire h6 · Cavalier blanc sur case blanche e4 · Roi noir sur case noire h4 · Pion blanc sur case blanche f3 · Pion noir sur case noire g3 | Fou noir sur case blanche e8 · Fou blanc sur case blanche a6 · Roi blanc sur case noire h6 · Cavalier blanc sur case blanche e4 · Roi noir sur case noire h4 · Pion blanc sur case blanche f3 · Pion noir sur case noire g3 | Fou noir sur case blanche e8 · Fou blanc sur case blanche a6 · Roi blanc sur case noire h6 · Cavalier blanc sur case blanche e4 · Roi noir sur case noire h4 · Pion blanc sur case blanche f3 · Pion noir sur case noire g3 | 6 |
| 5 | Fou noir sur case blanche e8 · Fou blanc sur case blanche a6 · Roi blanc sur case noire h6 · Cavalier blanc sur case blanche e4 · Roi noir sur case noire h4 · Pion blanc sur case blanche f3 · Pion noir sur case noire g3 | Fou noir sur case blanche e8 · Fou blanc sur case blanche a6 · Roi blanc sur case noire h6 · Cavalier blanc sur case blanche e4 · Roi noir sur case noire h4 · Pion blanc sur case blanche f3 · Pion noir sur case noire g3 | Fou noir sur case blanche e8 · Fou blanc sur case blanche a6 · Roi blanc sur case noire h6 · Cavalier blanc sur case blanche e4 · Roi noir sur case noire h4 · Pion blanc sur case blanche f3 · Pion noir sur case noire g3 | Fou noir sur case blanche e8 · Fou blanc sur case blanche a6 · Roi blanc sur case noire h6 · Cavalier blanc sur case blanche e4 · Roi noir sur case noire h4 · Pion blanc sur case blanche f3 · Pion noir sur case noire g3 | Fou noir sur case blanche e8 · Fou blanc sur case blanche a6 · Roi blanc sur case noire h6 · Cavalier blanc sur case blanche e4 · Roi noir sur case noire h4 · Pion blanc sur case blanche f3 · Pion noir sur case noire g3 | Fou noir sur case blanche e8 · Fou blanc sur case blanche a6 · Roi blanc sur case noire h6 · Cavalier blanc sur case blanche e4 · Roi noir sur case noire h4 · Pion blanc sur case blanche f3 · Pion noir sur case noire g3 | Fou noir sur case blanche e8 · Fou blanc sur case blanche a6 · Roi blanc sur case noire h6 · Cavalier blanc sur case blanche e4 · Roi noir sur case noire h4 · Pion blanc sur case blanche f3 · Pion noir sur case noire g3 | Fou noir sur case blanche e8 · Fou blanc sur case blanche a6 · Roi blanc sur case noire h6 · Cavalier blanc sur case blanche e4 · Roi noir sur case noire h4 · Pion blanc sur case blanche f3 · Pion noir sur case noire g3 | 5 |
| 4 | Fou noir sur case blanche e8 · Fou blanc sur case blanche a6 · Roi blanc sur case noire h6 · Cavalier blanc sur case blanche e4 · Roi noir sur case noire h4 · Pion blanc sur case blanche f3 · Pion noir sur case noire g3 | Fou noir sur case blanche e8 · Fou blanc sur case blanche a6 · Roi blanc sur case noire h6 · Cavalier blanc sur case blanche e4 · Roi noir sur case noire h4 · Pion blanc sur case blanche f3 · Pion noir sur case noire g3 | Fou noir sur case blanche e8 · Fou blanc sur case blanche a6 · Roi blanc sur case noire h6 · Cavalier blanc sur case blanche e4 · Roi noir sur case noire h4 · Pion blanc sur case blanche f3 · Pion noir sur case noire g3 | Fou noir sur case blanche e8 · Fou blanc sur case blanche a6 · Roi blanc sur case noire h6 · Cavalier blanc sur case blanche e4 · Roi noir sur case noire h4 · Pion blanc sur case blanche f3 · Pion noir sur case noire g3 | Fou noir sur case blanche e8 · Fou blanc sur case blanche a6 · Roi blanc sur case noire h6 · Cavalier blanc sur case blanche e4 · Roi noir sur case noire h4 · Pion blanc sur case blanche f3 · Pion noir sur case noire g3 | Fou noir sur case blanche e8 · Fou blanc sur case blanche a6 · Roi blanc sur case noire h6 · Cavalier blanc sur case blanche e4 · Roi noir sur case noire h4 · Pion blanc sur case blanche f3 · Pion noir sur case noire g3 | Fou noir sur case blanche e8 · Fou blanc sur case blanche a6 · Roi blanc sur case noire h6 · Cavalier blanc sur case blanche e4 · Roi noir sur case noire h4 · Pion blanc sur case blanche f3 · Pion noir sur case noire g3 | Fou noir sur case blanche e8 · Fou blanc sur case blanche a6 · Roi blanc sur case noire h6 · Cavalier blanc sur case blanche e4 · Roi noir sur case noire h4 · Pion blanc sur case blanche f3 · Pion noir sur case noire g3 | 4 |
| 3 | Fou noir sur case blanche e8 · Fou blanc sur case blanche a6 · Roi blanc sur case noire h6 · Cavalier blanc sur case blanche e4 · Roi noir sur case noire h4 · Pion blanc sur case blanche f3 · Pion noir sur case noire g3 | Fou noir sur case blanche e8 · Fou blanc sur case blanche a6 · Roi blanc sur case noire h6 · Cavalier blanc sur case blanche e4 · Roi noir sur case noire h4 · Pion blanc sur case blanche f3 · Pion noir sur case noire g3 | Fou noir sur case blanche e8 · Fou blanc sur case blanche a6 · Roi blanc sur case noire h6 · Cavalier blanc sur case blanche e4 · Roi noir sur case noire h4 · Pion blanc sur case blanche f3 · Pion noir sur case noire g3 | Fou noir sur case blanche e8 · Fou blanc sur case blanche a6 · Roi blanc sur case noire h6 · Cavalier blanc sur case blanche e4 · Roi noir sur case noire h4 · Pion blanc sur case blanche f3 · Pion noir sur case noire g3 | Fou noir sur case blanche e8 · Fou blanc sur case blanche a6 · Roi blanc sur case noire h6 · Cavalier blanc sur case blanche e4 · Roi noir sur case noire h4 · Pion blanc sur case blanche f3 · Pion noir sur case noire g3 | Fou noir sur case blanche e8 · Fou blanc sur case blanche a6 · Roi blanc sur case noire h6 · Cavalier blanc sur case blanche e4 · Roi noir sur case noire h4 · Pion blanc sur case blanche f3 · Pion noir sur case noire g3 | Fou noir sur case blanche e8 · Fou blanc sur case blanche a6 · Roi blanc sur case noire h6 · Cavalier blanc sur case blanche e4 · Roi noir sur case noire h4 · Pion blanc sur case blanche f3 · Pion noir sur case noire g3 | Fou noir sur case blanche e8 · Fou blanc sur case blanche a6 · Roi blanc sur case noire h6 · Cavalier blanc sur case blanche e4 · Roi noir sur case noire h4 · Pion blanc sur case blanche f3 · Pion noir sur case noire g3 | 3 |
| 2 | Fou noir sur case blanche e8 · Fou blanc sur case blanche a6 · Roi blanc sur case noire h6 · Cavalier blanc sur case blanche e4 · Roi noir sur case noire h4 · Pion blanc sur case blanche f3 · Pion noir sur case noire g3 | Fou noir sur case blanche e8 · Fou blanc sur case blanche a6 · Roi blanc sur case noire h6 · Cavalier blanc sur case blanche e4 · Roi noir sur case noire h4 · Pion blanc sur case blanche f3 · Pion noir sur case noire g3 | Fou noir sur case blanche e8 · Fou blanc sur case blanche a6 · Roi blanc sur case noire h6 · Cavalier blanc sur case blanche e4 · Roi noir sur case noire h4 · Pion blanc sur case blanche f3 · Pion noir sur case noire g3 | Fou noir sur case blanche e8 · Fou blanc sur case blanche a6 · Roi blanc sur case noire h6 · Cavalier blanc sur case blanche e4 · Roi noir sur case noire h4 · Pion blanc sur case blanche f3 · Pion noir sur case noire g3 | Fou noir sur case blanche e8 · Fou blanc sur case blanche a6 · Roi blanc sur case noire h6 · Cavalier blanc sur case blanche e4 · Roi noir sur case noire h4 · Pion blanc sur case blanche f3 · Pion noir sur case noire g3 | Fou noir sur case blanche e8 · Fou blanc sur case blanche a6 · Roi blanc sur case noire h6 · Cavalier blanc sur case blanche e4 · Roi noir sur case noire h4 · Pion blanc sur case blanche f3 · Pion noir sur case noire g3 | Fou noir sur case blanche e8 · Fou blanc sur case blanche a6 · Roi blanc sur case noire h6 · Cavalier blanc sur case blanche e4 · Roi noir sur case noire h4 · Pion blanc sur case blanche f3 · Pion noir sur case noire g3 | Fou noir sur case blanche e8 · Fou blanc sur case blanche a6 · Roi blanc sur case noire h6 · Cavalier blanc sur case blanche e4 · Roi noir sur case noire h4 · Pion blanc sur case blanche f3 · Pion noir sur case noire g3 | 2 |
| 1 | Fou noir sur case blanche e8 · Fou blanc sur case blanche a6 · Roi blanc sur case noire h6 · Cavalier blanc sur case blanche e4 · Roi noir sur case noire h4 · Pion blanc sur case blanche f3 · Pion noir sur case noire g3 | Fou noir sur case blanche e8 · Fou blanc sur case blanche a6 · Roi blanc sur case noire h6 · Cavalier blanc sur case blanche e4 · Roi noir sur case noire h4 · Pion blanc sur case blanche f3 · Pion noir sur case noire g3 | Fou noir sur case blanche e8 · Fou blanc sur case blanche a6 · Roi blanc sur case noire h6 · Cavalier blanc sur case blanche e4 · Roi noir sur case noire h4 · Pion blanc sur case blanche f3 · Pion noir sur case noire g3 | Fou noir sur case blanche e8 · Fou blanc sur case blanche a6 · Roi blanc sur case noire h6 · Cavalier blanc sur case blanche e4 · Roi noir sur case noire h4 · Pion blanc sur case blanche f3 · Pion noir sur case noire g3 | Fou noir sur case blanche e8 · Fou blanc sur case blanche a6 · Roi blanc sur case noire h6 · Cavalier blanc sur case blanche e4 · Roi noir sur case noire h4 · Pion blanc sur case blanche f3 · Pion noir sur case noire g3 | Fou noir sur case blanche e8 · Fou blanc sur case blanche a6 · Roi blanc sur case noire h6 · Cavalier blanc sur case blanche e4 · Roi noir sur case noire h4 · Pion blanc sur case blanche f3 · Pion noir sur case noire g3 | Fou noir sur case blanche e8 · Fou blanc sur case blanche a6 · Roi blanc sur case noire h6 · Cavalier blanc sur case blanche e4 · Roi noir sur case noire h4 · Pion blanc sur case blanche f3 · Pion noir sur case noire g3 | Fou noir sur case blanche e8 · Fou blanc sur case blanche a6 · Roi blanc sur case noire h6 · Cavalier blanc sur case blanche e4 · Roi noir sur case noire h4 · Pion blanc sur case blanche f3 · Pion noir sur case noire g3 | 1 |
|   | a | b | c | d | e | f | g | h |   |

Voici une étude comprenant un nombre limité de pièces. La variante principale est la suivante : 
- 1. Ff1  Fb5!  (si 1. ...Fd7, 2. Cg5 empêche le Fou d7 de venir en h3)
- 2. Fg2  Ff1!
- 3. Fxf1  g2
- 4. Cg3!  (4.Fxg2 le roi noir est pat) 4...g1=D  (Les blancs répondent 5. Fxg2 à 4...Rh3 ou 4...Rxg3, assurant la promotion du pion f ; et sur 4... gxf1=D 5. Cxf1 suivi de 6. Cd2 ou 6. Ch2 permet aussi aux blancs de promouvoir leur pion.)
- 5. Cf5#.